# Кьюздино
Кьюздино (итал. Chiusdino) — коммуна в Италии, располагается в регионе Тоскана, в провинции Сиена.
Население составляет 1923 человека (2008 г.), плотность населения составляет 14 чел./км². Занимает площадь 141 км². Почтовый индекс — 53012. Телефонный код — 0577.

## Демография
Динамика населения:

## Религия
В коммуне 3 сентября особо чествуется Пресвятая Богородица (Madonna delle Grazie).
По преданию, здесь родился святой римско-католической церкви Гальгано Гвидотти.

## Администрация коммуны
- Официальный сайт: http://www.comune.chiusdino.siena.it/